# بي جاي جونز
بي جاي جونز (بالإنجليزية: P. J. Jones)‏ هو سائق سيارة سباق أمريكي، ولد في 23 أبريل عام 1969،
في توررانسي في الولايات المتحدة.

## وصلات خارجية
- بي جاي جونز على موقع Racing-Reference.info (الإنجليزية)
- بي جاي جونز على موقع DriverDB.com (الإنجليزية)